# Lin-Manuel Miranda
Lin-Manuel Miranda (Nueva York, 16 de enero de 1980) es un compositor, letrista, actor, cantante, dramaturgo y productor estadounidense, creador y protagonista de los musicales de Broadway In the Heights y Hamilton. En 2021, debutó como director de cine con Tick, Tick... Boom!
Compuso la letra y música de In the Heights, obra estrenada en 2008 que recibió premios Tony a la mejor banda sonora original y al mejor musical y un premio Grammy al mejor álbum de teatro musical. Es también el autor del libreto, música y letra de Hamilton, considerado un fenómeno de la cultura pop desde su estreno en Broadway en 2015. La obra obtuvo el premio Pulitzer de Drama y un Grammy al mejor álbum de teatro musical y ostenta el récord de nominaciones a los premios Tony: de dieciséis ocasiones, resultó ganador en once, como Mejor musical, Mejor banda sonora original y Mejor guion, entre otras categorías. En 2008 y 2016, Miranda fue nominado a un premio Tony al mejor actor principal en un musical por su interpretación de Usnavi y Alexander Hamilton en In the Heights y Hamilton, respectivamente. El álbum Hamilton ocupó el primer puesto de la lista de Billboard Top Rap Albums durante diez semanas en 2015, mientras que The Hamilton Mixtape, un álbum de covers de canciones del musical, alcanzó el primer puesto de la lista Billboard 200.
En televisión, Miranda trabajó en las series The Electric Company (2009–2010) y Do No Harm (2013). Fue presentador de Saturday Night Live en 2016, lo que le valió su primera nominación como actor a un premio Emmy. Entre otros trabajos en cine, compuso la música de una escena de Star Wars: Episodio VII - El despertar de la Fuerza (2015), escribió la banda sonora y las canciones de Moana (2016) y recibió nominaciones a los Globos de Oro y a los premios Óscar a la mejor canción original por "How Far I'll Go"; y personificó a Jack en el musical Mary Poppins Returns (2018), por el que fue nominado a un Globo de Oro al mejor actor en comedia o musical. En 2021, volvió a trabajar con Disney en la banda sonora de Encanto.
Ha ganado un premio Pulitzer, tres Tony, tres Grammy, un premio Emmy, una beca MacArthur y un Kennedy Center Honor en 2018.

## Primeros años
Lin-Manuel Miranda nació en el barrio neoyorquino de Washington Heights en Manhattan y creció en Inwood. Es de origen puertorriqueño. Su padre fue consultor político de Ed Koch.
Realizó sus estudios primarios en la Hunter College Elementary School y los secundarios en la Hunter College High School. Asistió a la Universidad Wesleyana, de la que se graduó en 2002. En sus años universitarios, cofundó Freestyle Love Supreme, una troupe cómica que hacía hip hop y, en 1999, cuando estaba en segundo año, escribió el primer borrador de In the Heights. Después de que el espectáculo fuera aceptado por Second Stage, la compañía de teatro estudiantil de su universidad, le agregó números de freestyle rap y de salsa. La obra estuvo en función entre el 20 y el 22 de abril de 1999. Miranda también escribió y dirigió otros musicales y actuó en diversas producciones, desde musicales a obras de Shakespeare.[cita requerida]

## Carrera

### 2002-2010:In the Heights
En 2002, en asociación con John Buffalo Mailer y el director Thomas Kail, Miranda escribió cinco borradores de In the Heights. La obra se estrenó en el 37 Arts Theatre en el off-Broadway en 2007 y, en marzo del año siguiente, en el Richard Rodgers Theatre de Broadway. Fue nominada a trece Premios Tony, de los que ganó tres: Mejor Musical, Mejor Banda Sonora y Mejor Coreógrafo y, en 2009, recibió el Grammy a Mejor Álbum de Teatro Musical. Por su actuación, Miranda fue nominado al Tony a Mejor Actor de Musical. 
En Broadway, Miranda interpretó a Usnavi hasta el 15 de febrero de 2009. Retomó el papel durante las funciones en Los Ángeles de la gira nacional de la obra, entre el 23 de junio y el 25 de julio de 2010. La gira prosiguió sin él hasta la presentación en San Juan de Puerto Rico, donde volvió a interpretar al protagonista. En Broadway, Miranda participó durante las últimas dos semanas en el Richard Rodgers Theatre. La obra bajó de cartel el 9 de enero de 2011,  después de 29 preestrenos y 1185 funciones regulares.
Entre otros trabajos para teatro, escribió los diálogos en español y trabajó con Stephen Sondheim en la traducción de las canciones para la primera puesta en Broadway después de casi treinta años de West Side Story, estrenada en marzo de 2009. En 2008, el compositor y letrista Stephen Schwartz lo invitó a escribir dos canciones para una versión renovada de su musical Working, que se estrenó en mayo de 2008 en el Asolo Repertory Theatre de Sarasota.
También trabajó en cine y televisión. En 1996 escribió, dirigió y actuó en la película independiente Clayton's friends.[cita requerida] En 2007, hizo un pequeño papel en el episodio "Remember When" de la serie Los Soprano. Compuso música y actuó en la remake de 2009 del programa infantil The Electric Company.[cita requerida] Participó en un sketch de CollegeHumor llamado "Hardly Working: Rap Battle", en el que interpretó a un becario y rapero.[cita requerida] En septiembre de 2009 interpretó a Alvie, el compañero de habitación de Gregory House, en el capítulo estreno de la sexta temporada de House, papel que retomó en mayo de 2010.[cita requerida] También participó en Sesame Street.
Fue también profesor en su antigua escuela secundaria, compuso música para campañas publicitarias políticas, entre ellas la de Eliot Spitzer, y trabajó como columnista y crítico gastronómico del Manhattan Times.[cita requerida]

### 2011-2014:Bring It On
Junto con Tom Kitt y Amanda Green, Miranda escribió la música y letra de Bring it On: The Musical, estrenado en el Alliance Theatre de Atlanta en enero de 2011, con un reparto integrado por Amanda LaVergne, Adrienne Warren, Nick Blaemire y Ryann Redmond. El 30 de octubre de 2011, comenzaron una gira nacional en el Ahmanson Theatre de Los Ángeles. Terminada la gira, realizaron funciones limitadas en el Teatro San James de Broadway entre agosto y diciembre de 2012. El musical fue nominado al premio Tony en las categorías de Mejor Musical y Mejor Coreografía.
En 2011, participó en el episodio "Good Cop Bad Dog" de la serie Modern Family.[cita requerida] En febrero de 2012, interpretó a Charley de Merrily We Go Along en el marco del ciclo Encores!, organizado por el New York City Center. También realizó un pequeño papel en La extraña vida de Timothy Green e interpretó un personaje recurrente en la serie Do No Harm.
En 2013, hizo una participación especial en el episodio "Bedtime Stories" de How I Met Your Mother. En 2014, actuó junto a The Skivvies, un dúo cómico de indie rock integrado por Nick Cearley y Lauren Molina y, el 7 de julio, participó del programa en vivo de This American Life realizado en la Brooklyn Academy of Music. Para esta ocasión, escribió la música y letra de 21 Chump Street: The Musical, una obra corta basada en una nota que el programa había emitido en 2012. También integró el elenco de Tick, Tick... Boom! en una puesta con dirección artística de Jeanine Tesori y dirigida por Oliver Butler dentro del ciclo Encore! Off-Series.

### 2015-2016:Hamilton

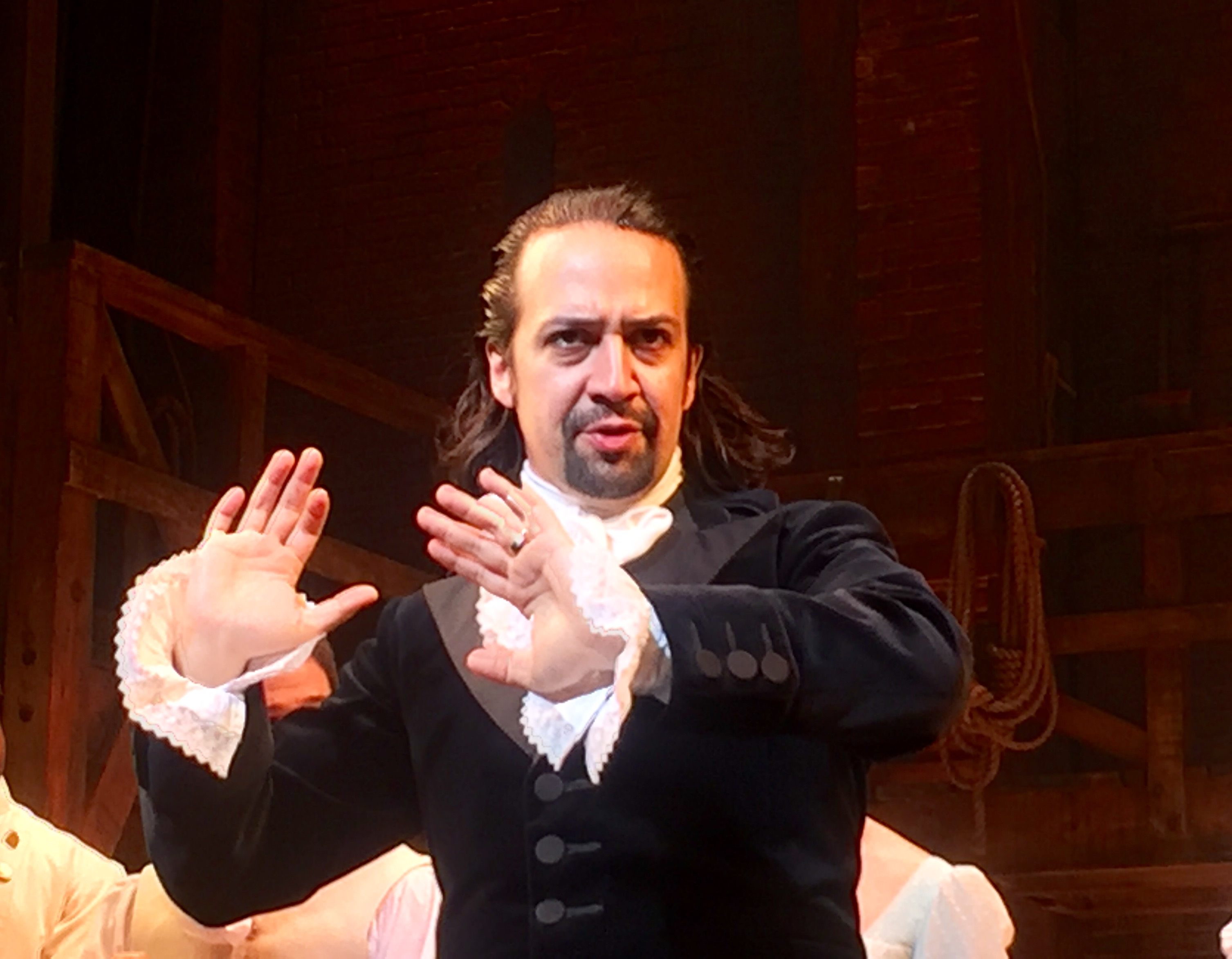
Miranda en Hamilton en 2016

En 2009, inspirado en la biografía de Ron Chernow sobre Alexander Hamilton, escribió un rap sobre Hamilton. Lo interpretó por primera vez el 12 de mayo de ese año, acompañado por Alex Lacamoire, en un encuentro organizado por la Casa Blanca llamado Evening of Poetry, Music, and the Spoken Word. En 2012, presentó en el Lincoln Center Hamilton Mixtape, obra sobre la vida de Hamilton integrada por doce canciones de rap y hip hop. Stephn Holden, crítico de New York Times, dijo que el proyecto marcaba un cambio significativo en el teatro musical.
A partir de Hamilton Mixtape, Miranda escribió la letra y música de Hamilton. Chernow se encargó de supervisar la fiabilidad histórica, aunque la obra presenta licencias. El musical se estrenó en el Public Theatre del circuito off-Broadway en enero de 2015, con dirección de Kail y protagonizado por su autor. Tras recibir muy buenas críticas y agotar funciones, se trasladó al teatro Richard Rodgers de Broadway. Los preestrenos comenzaron en julio de 2015 y se estrenó el 6 de agosto de 2015, nuevamente con una muy buena respuesta de la crítica. En la primera noche de preestrenos, más de 700 personas hicieron fila en la puerta del Richard Rodgers para ganar una entrada por sorteo. Chernow y Miranda recibieron el premio History Makers Award de la New York Historical Society por su trabajo. Hamilton recibió un récord de dieciséis nominaciones al premio Tony, de los que ganó once, un Laurence Olivier y el Premio Pulitzer de Teatro.
El 24 de enero de 2016, fue una voz extra en Los miserables, obra que incluye entre sus influencias y que fue la primera que vio en Broadway.
En paralelo a su trabajo teatral, Miranda colaboró con Mark Mancina y Opetaia Foa'i para componer la música de la película de Disney Moana. También escribió una canción para la escena en la cantina de Maz Kanata (un homenaje a la cantina de Mos Eisley) de Star Wars: Episodio VII - El despertar de la Fuerza.
El 3 de julio de 2020 se estrenó en Disney+ una grabación en directo de Hamilton, que fue nominada a los Globos de Oro en la categoría mejor película de comedia o musical y  Miranda s mejor actor de comedia o musical.

## Vida privada

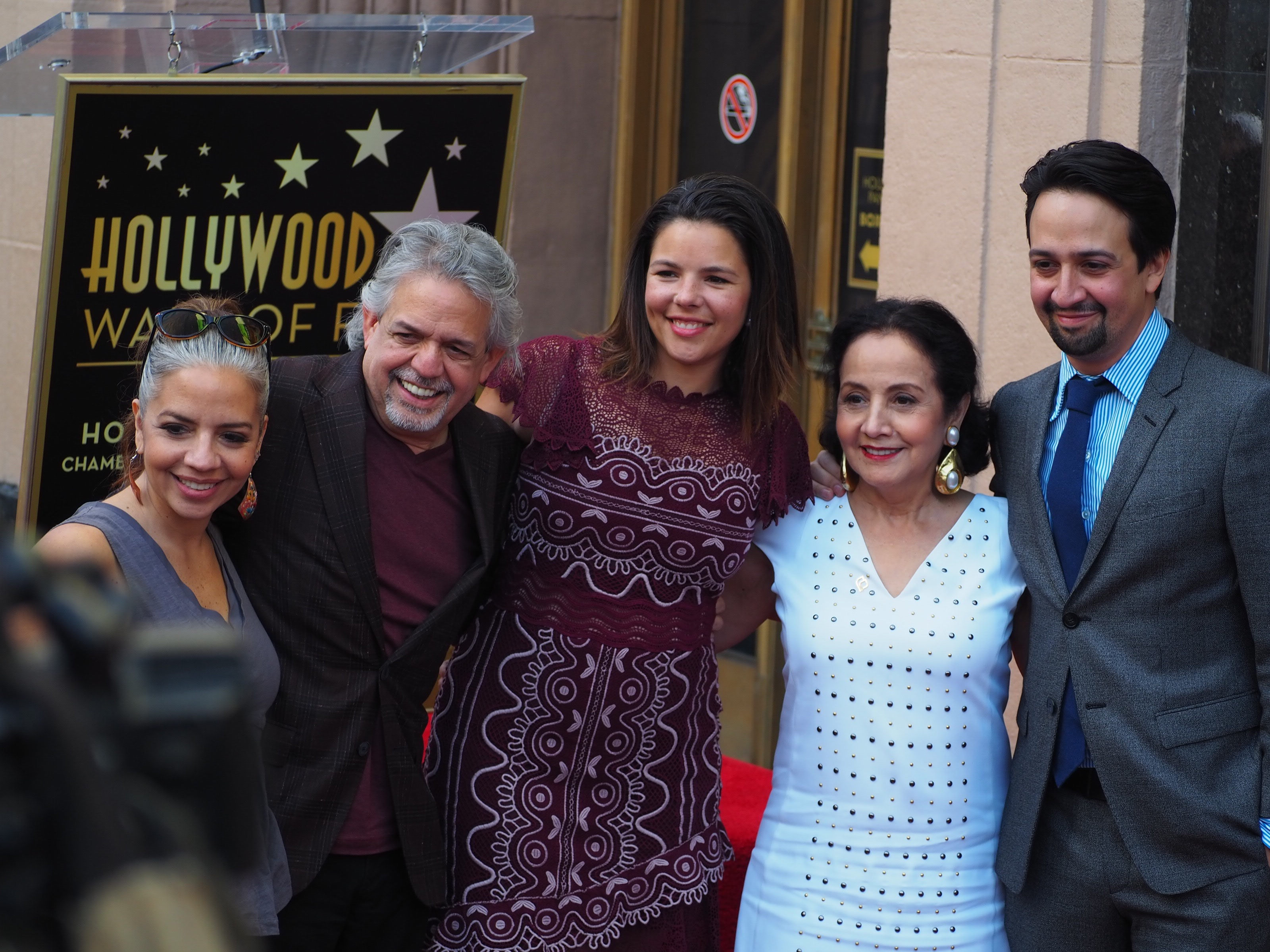
Miranda (a la derecha) con su familia al recibir una estrella en el Paseo de la Fama de Hollywood en 2018. Nadal está en el centro.

Miranda se casó en 2010 con Vanessa Nadal, una amiga del colegio secundario. El matrimonio tiene dos hijos, Sebastian, nacido en noviembre de 2014 y Francisco, nacido el 2 de febrero de 2018. Es primo lejano del cantante Residente.
En 2009, recibió un título honorario de la Universidad Yeshiva. Es la persona más joven en recibir un título honorario de esa institución. El título se lo entregó Ed Koch, antiguo alcalde de Nueva York.[cita requerida] En 2015, la Universidad Wesleyana le otorgó un doctorado honorario. Ese mismo año, recibió una Beca MacArthur. En 2018, le otorgaron un Kennedy Center Honors.

## Teatro
| Año     | Título                   | Papel              | Detalles                                                            | Notas                                           |
| ------- | ------------------------ | ------------------ | ------------------------------------------------------------------- | ----------------------------------------------- |
| 1999    | In the Heights           | Usnavi de la Vega  | Universidad Wesleyana, del 20 al 22 de abril                        | También compositor y letrista                   |
| 2005    | In the Heights           | Usnavi de la Vega  | Eugene O'Neill Theater Center                                       | También compositor y letrista                   |
| 2007    | In the Heights           | Usnavi de la Vega  | Off-Broadway, 8 de febrero-15 de julio de 2007                      | También compositor y letrista                   |
| 2008-09 | In the Heights           | Usnavi de la Vega  | Broadway, 14 de febrero de 2008-15 de febrero de 2009               | También compositor y letrista                   |
| 2009-10 | In the Heights           | Usnavi de la Vega  | Gira nacional                                                       | También compositor y letrista                   |
| 2009    | West Side Story          | n/a                | Broadway                                                            | Traducción al español                           |
| 2010-11 | In the Heights           | Usnavi de la Vega  | Broadway, 25 de diciembre de 2010-9 de enero de 2011                | También compositor y letrista                   |
| 2011    | Working                  | n/a                | Chicago                                                             | Letrista (dos canciones nuevas)                 |
| 2012    | Merrily We Roll Along    | Charley Kringas    | Encores!, del 8 al 9 de febrero de 2012                             |                                                 |
| 2012    | Bring It On: The Musical | n/a                | Broadway y gira                                                     | Cocompositor y letrista                         |
| 2014    | 21 Chump Street          | Narrador           | Academia de Música de Brooklyn (BAM), 7 de junio de 2014            | Libreto, música y letra                         |
| 2014    | Tick, Tick... Boom!      | Jon                | Encores!, del 25 al 28 de junio de 2014                             |                                                 |
| 2015    | Hamilton                 | Alexander Hamilton | Off-Broadway, 20 de enero-3 de mayo de 2015                         | Libreto, música y letra                         |
| 2015-16 | Hamilton                 | Alexander Hamilton | Broadway, 6 de agosto de 2015-9 de julio de 2016                    | Libreto, música y letra                         |
| 2016    | Los Miserables           | Loud Hailer        | Broadway, 24 de enero de 2016                                       | Solo voz                                        |
| 2019    | Hamilton                 | Alexander Hamilton | Centro de Bellas Artes Luis A. Ferré, del 11 al 27 de enero de 2019 | Participación especial; libreto, música y letra |

## Cine
| Año  | Título                                              | Papel                     | Notas                                           |
| ---- | --------------------------------------------------- | ------------------------- | ----------------------------------------------- |
| 1996 | Clayton's Friends                                   | Pete                      | También guionista, productor, director y editor |
| 2012 | La extraña vida de Timothy Green                    | Reggie                    |                                                 |
| 2012 | Los osos polares                                    | Jak (voz)                 | Corto                                           |
| 2013 | 200 Cartas                                          | Raúl                      |                                                 |
| 2015 | Star Wars: Episodio VII - El despertar de la Fuerza | Shag Kava (voz)           | Cameo; también compositor                       |
| 2016 | Studio Heads                                        | Él mismo                  | Corto                                           |
| 2016 | Moana                                               | -                         | Compositor y cantante                           |
| 2017 | Speech & Debate                                     | El Genio                  |                                                 |
| 2018 | Mary Poppins Returns                                | Jack                      |                                                 |
| 2019 | Star Wars: Episodio IX - El ascenso de Skywalker    | Soldado de la resistencia | Cameo; también compositor                       |
| 2020 | Hamilton                                            | Alexander Hamilton        | También guionista, compositor y productor       |
| 2021 | Vivo                                                | Vivo (voz)                | Compositor de banda sonora                      |
| 2021 | In the Heights                                      | Sr. Piragüero             | También compositor y productor                  |
| 2021 | Tick, Tick... Boom!                                 |                           | Director                                        |
| 2021 | Encanto                                             |                           | Compositor                                      |

## Televisión
| Año           | Título                             | Papel                                                 | Notas                                                           |
| ------------- | ---------------------------------- | ----------------------------------------------------- | --------------------------------------------------------------- |
| 2007          | Los Soprano                        | Botones                                               | Episodio "Remember When"                                        |
| 2009, 2012    | Sesame Street                      | Freddy Flapman/Lamb-Manuel Miranda                    | 2 episodios; también compositor y letrista                      |
| 2009-2010     | House M.D.                         | Juan "Alvie" Alvarez                                  | 3 episodios                                                     |
| 2009-2010     | The Electric Company               | Mario/él mismo                                        | 17 episodios; también compositor                                |
| 2011          | Modern Family                      | Guillermo                                             | Episodio "Good Cop Bad Dog"                                     |
| 2011          | Premios Tony de 2011               |                                                       | Compositor del número musical de cierre                         |
| 2012          | Submissions Only                   | Postulante N° 1                                       | Episodio "Another Interruption"                                 |
| 2012          | Freestyle Love Supreme             | Él mismo                                              | Serie de televisión; también letrista                           |
| 2013          | Do No Harm                         | Ruben Marcado                                         | 11 episodios                                                    |
| 2013          | Smash                              | Él mismo                                              | Episodio "The Transfer"                                         |
| 2013          | Premios Tony de 2013               |                                                       | Letrista del número musical de apertura, "Bigger!"              |
| 2013          | How I Met Your Mother              | Gus                                                   | Episodio: "Bedtime Stories"                                     |
| 2016          | Inside Amy Schumer                 | Él mismo                                              | Episodio "The World's Most Interesting Woman in the World"      |
| 2016          | Last Week Tonight with John Oliver | Él mismo                                              | Episodio "Puerto Rico"                                          |
| 2016          | Hamilton's America                 | Él mismo                                              | Documental                                                      |
| 2016          | Difficult People                   | Él mismo                                              | Episodio "Carter"                                               |
| 2016          | Saturday Night Live                | Él mismo (anfitrión)                                  | Episodio "Lin-Manuel Miranda/Twenty One Pilots"                 |
| 2016          | Drunk History                      | Él mismo                                              | Episodio: "Hamilton"                                            |
| 2017          | My Brother, My Brother and Me      | Él mismo                                              | Episodio "Candlenights & Vape Ape"                              |
| 2017, 2020    | BoJack Horseman                    | Crackerjack Sugarman                                  | Voz 2 episodios                                                 |
| 2017-2018     | The Magic School Bus Rides Again   |                                                       | Cantante del tema de apertura                                   |
| 2017          | Curb Your Enthusiasm               | Él mismo                                              | 2 episodios                                                     |
| 2018-presente | Patoaventuras                      | Gizmoduck/Fenton Crackshell-Cabrera, Marshall Cabrera | Voz 7 episodios                                                 |
| 2018          | Bartlett                           | Jesús                                                 | 2 episodios                                                     |
| 2018          | Nina's World                       | Paquito Fernando                                      | Voz Episodio "Nina Live"                                        |
| 2019          | Brooklyn Nine-Nine                 | Teniente David Santiago                               | Episodio "The Golden Child"                                     |
| 2019          | Fosse/Verdon                       | Roy Scheider                                          | Episodio "Providence"; también productor ejecutivo              |
| 2019          | Saturday Night Live                | Julian Castro                                         | Episodio "David Harbour/Camila Cabello"                         |
| 2019          | La materia oscura                  | Lee Scoresby                                          | 4 episodios (primera temporada)/5 episodios (segunda temporadaI |
| 2020          | Sesame Street: Elmo's Playdate     | Él mismo                                              | Especial para televisión                                        |
| 2020          | One Day at a Time                  | Tío Juanito                                           | Voz Episodio "The Politics Episode"                             |

## Premios y nominaciones

### Oscar
| Año  | Categoría              | Trabajo                    | Resultado |
| ---- | ---------------------- | -------------------------- | --------- |
| 2017 | Mejor canción original | "How Far I'll Go" de Moana | Nominado  |
| 2022 | Mejor canción original | "Dos oruguitas" de Encanto | Nominado  |

### Emmy

#### Daytime Emmy
| Año  | Categoría              | Trabajo                               | Resultado |
| ---- | ---------------------- | ------------------------------------- | --------- |
| 2014 | Mejor Canción Original | "Rhymes with Mando", de Sesame Street | Nominado  |

#### Primetime Emmy
| Año  | Categoría             | Trabajo                                                                                  | Resultado |
| ---- | --------------------- | ---------------------------------------------------------------------------------------- | --------- |
| 2014 | Mejor Música Original | "Bigger!", del número de apertura de la ceremonia de entrega de los Premios Tony de 2013 | Ganador   |

### Globo de Oro
| Año  | Categoría                                                     | Trabajo                    | Resultado |
| ---- | ------------------------------------------------------------- | -------------------------- | --------- |
| 2017 | Mejor canción original                                        | "How Far I'll Go" de Moana | Nominado  |
| 2019 | Mejor actor - Comedia o musical                               | Mary Poppins Returns       | Nominado  |
| 2021 | Mejor actor - Comedia o musical                               | Hamilton                   | Nominado  |
| 2021 | Mejor película - Comedia o musical (como productor ejecutivo) | Hamilton                   | Nominado  |
| 2022 | Mejor canción original                                        | "Dos oruguitas" de Encanto | Nominado  |

### Tony
| Año  | Categoría                           | Trabajo        | Resultado |
| ---- | ----------------------------------- | -------------- | --------- |
| 2008 | Mejor banda sonora original         | In the Heights | Ganador   |
| 2008 | Mejor actor principal en un musical | In the Heights | Nominado  |
| 2016 | Mejor banda sonora original         | Hamilton       | Ganador   |
| 2016 | Mejor guion de un musical           | Hamilton       | Ganador   |
| 2016 | Mejor actor principal en un musical | Hamilton       | Nominado  |

### Drama Desk
| Año  | Categoría              | Trabajo  | Resultado |
| ---- | ---------------------- | -------- | --------- |
| 2015 | Mejor Actor de Musical | Hamilton | Nominado  |
| 2015 | Mejor Música           | Hamilton | Ganador   |
| 2015 | Mejor Letra            | Hamilton | Ganador   |
| 2015 | Mejor Libreto          | Hamilton | Ganador   |

### Premios Obie
| Año  | Categoría        | Trabajo        | Resultado               |
| ---- | ---------------- | -------------- | ----------------------- |
| 2007 | Música y letra   | In the Heights | Ganador[cita requerida] |
| 2015 | Mejor Obra Nueva | Hamilton       | Ganador                 |

### Premio Outer Critics Circle
| Año  | Categoría       | Trabajo  | Resultado |
| ---- | --------------- | -------- | --------- |
| 2015 | Mejor Libreto   | Hamilton | Ganador   |
| 2015 | Mejor partitura | Hamilton | Ganador   |

### Drama League
| Año  | Categoría   | Trabajo  | Resultado                |
| ---- | ----------- | -------- | ------------------------ |
| 2015 | Mejor Actor | Hamilton | Nominado[cita requerida] |

### Premio Lucille Lortel
| Año  | Categoría                             | Trabajo  | Resultado |
| ---- | ------------------------------------- | -------- | --------- |
| 2015 | Mejor Actor Protagónico en un Musical | Hamilton | Ganador   |

### Premio Clarence Dertwell
| Año  | Categoría              | Trabajo        | Resultado               |
| ---- | ---------------------- | -------------- | ----------------------- |
| 2007 | Mejor Actor Revelación | In the Heights | Ganador[cita requerida] |

### Premio Frederick Loewe
| Año  | Categoría | Trabajo        | Resultado |
| ---- | --------- | -------------- | --------- |
| 2008 |           | In the Heights | Ganador   |

### Premios Grammy
| Año  | Categoría                     | Trabajo        | Resultado |
| ---- | ----------------------------- | -------------- | --------- |
| 2009 | Mejor álbum de teatro musical | In the Heights | Ganador   |
| 2016 | Mejor álbum de teatro musical | Hamilton       | Ganador   |

### Directors Guild of America (DGA)
| Año  | Categoría             | Trabajo             | Resultado |
| ---- | --------------------- | ------------------- | --------- |
| 2022 | Mejor dirección novel | Tick, Tick... Boom! | Nominado  |

### Satellite Awards (International Press Academy)
| Año  | Categoría       | Trabajo             | Resultado |
| ---- | --------------- | ------------------- | --------- |
| 2022 | Mejor dirección | Tick, Tick... Boom! | Nominado  |